# جلال الدين إحسان خان
جلال الدين إحسان خان أو جلال الدين أحسان خان (Jalaluddin Ahsan Khan) (توفي عام 1340م)،  كان أول سلطان لسلطنة مادوراي ووالد زوجة الرحالة الشهير ابن بطوطة .

## اعلان الاستقلال
في عام 1335؛ أعلن جلال الدين أحسان خان؛ بصفته حاكم عن الدولة التغلقية لمادوراي؛ استقلاله وأسس سلطنة مادوراي المستقلة.  استولى على محافظة معبر (Ma'bar) التغلقية كلها لنفسه والتي تضمنت جزءًا صغيرًا من دولة التاميل القديمة.  ومع ذلك؛ لم يكن لديه أي سلطة خارج مملكة بانديا؛ وكانت الأراضي الواقعة إلى الشمال من نهر كافيري مستقلة إلى حد كبير تحت حكم تشولا وهويسالا . 

## فتره الحكم

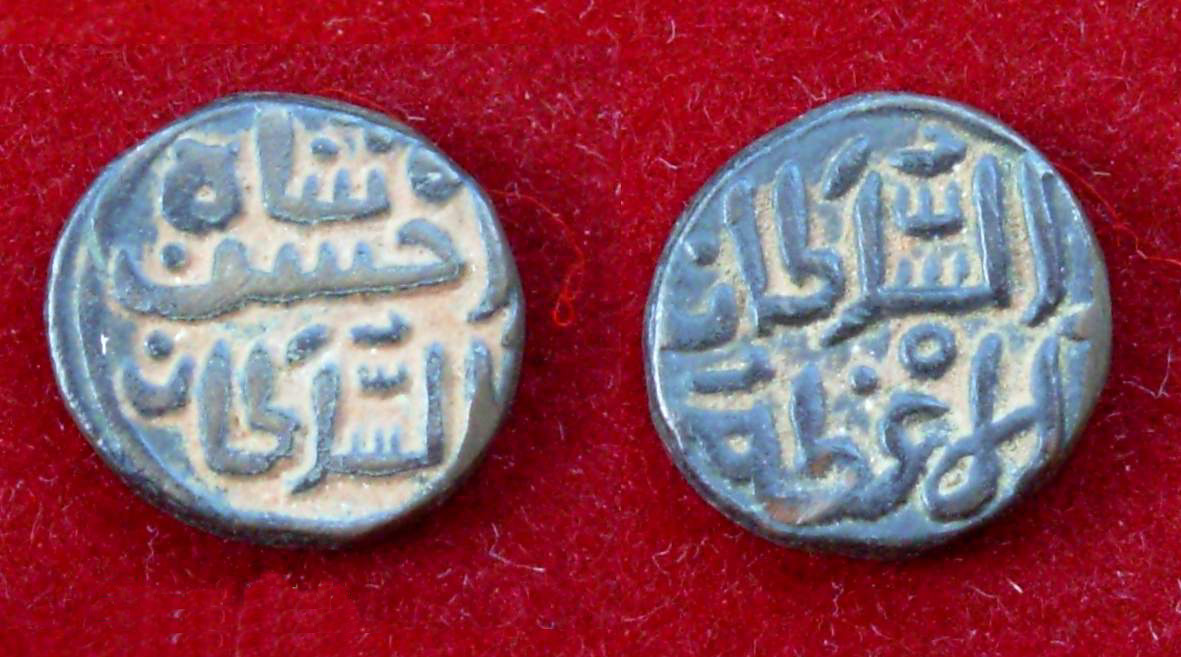
عملة جلال الدين أحسان خان؛ أول حاكم لسلطنة مادوراي

جلال الدين أحسن خان تولى منصب السلطان المستقل لمادوراي عام 1335.  فيريشته؛ مع ذلك؛ يعطي تاريخ 1341 لنشأة السلطنة.  يشير فيريشتا إلى أحسان خان على أنه من الأشراف.  كان أحسان خان أيضًا والد زوجة الرحالة المغربي ابن بطوطة.  على الفور؛ أرسل محمد بن تغلق جيشًا لإعادة تأكيد سيطرته على المنطقة. لكن أحسن خان هزم هذا الجيش بسهولة.  انتقم تغلق بقتل إبراهيم ابن إحسان خان الذي كان يحمل منصبا في سلطنة دلهي. قُتل أحسان خان عام 1340 على يد أحد نبلائه بعد أن حكم لفترة وجيزة لمدة 5 سنوات. كان حكمه وتلك الخاصة بخلفائه في غاية الوحشية. شهدت أرض تاميل نادو عمليات قتل عشوائية واسعة النطاق بمستوى لم يسمع به أحد. حتى ابن بطوطة أعرب عن أسفه لقسوة السلطان. انتقد ابن بطوطة السلطان في كتبه لقتله النساء والأطفال الهندوس بدلاً من سبيهم؛ واعتبرت عمليات القتل ممارسات مناهضة للإسلام.

## ملحوظات
1. ↑  جلال الدين إحسان خان على موسوعة بريتانيكا
2. 1 2  جلال الدين إحسان خان, Pg 155
3. ↑  جلال الدين إحسان خان, Pg 156
4. ↑  Sen، Sailendra (2013). A Textbook of Medieval Indian History. Primus Books. ص. 95. ISBN:978-9-38060-734-4.
5. 1 2 3 4  جلال الدين إحسان خان, Pg 165